# Tamar Tsereteli
Pour les articles homonymes, voir Tsereteli.
Tamara ou Tamar Tsereteli est une joueuse d'échecs géorgienne née le 30 janvier 1985 à Tbilissi.

## Compétitions de jeunes
Grand maître international féminin depuis 2005, Tsereteli a remporté la médaille d'argent au championnat du monde des moins de 18 ans en 2002 et la  médaille de bronze au championnat du monde des moins de 10 ans en 1995.
Tsereteli a remporté la coupe d'Europe des clubs d'échecs en 2005 avec l'équipe de Tbilissi, marquant 1 point en trois parties. 